# Lijst van gangen in Brussel

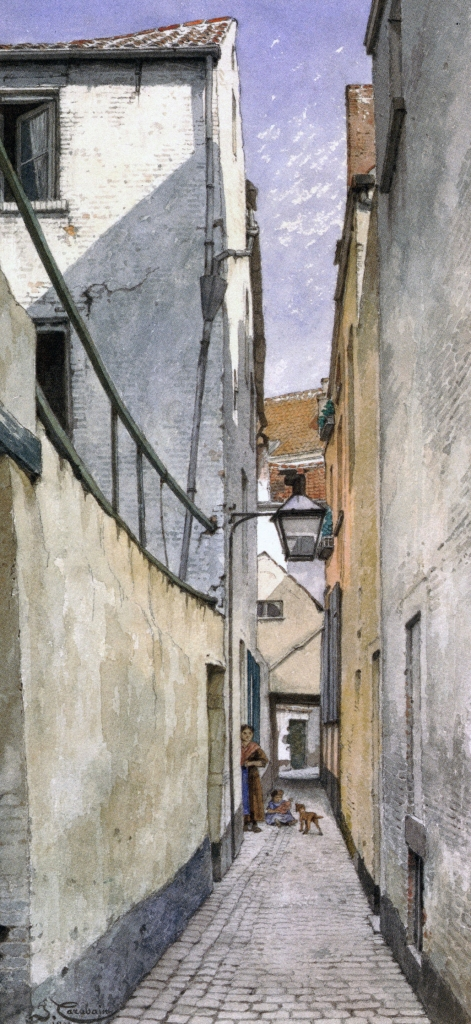
De verdwenen Paarlemoergang (Jacques Carabain, 1894-97)

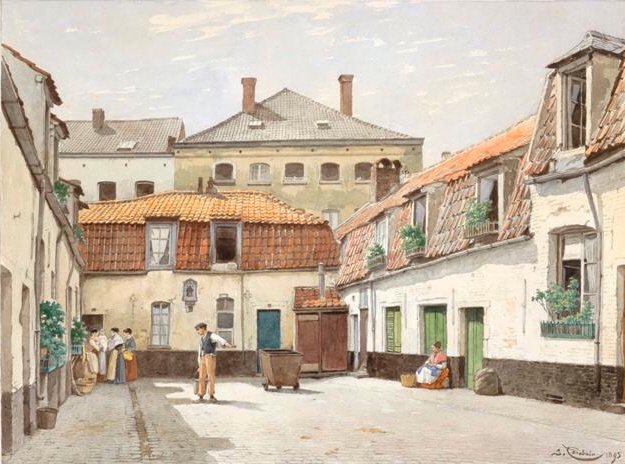
Koer van de Voermansgang (Jacques Carabain, 1895)

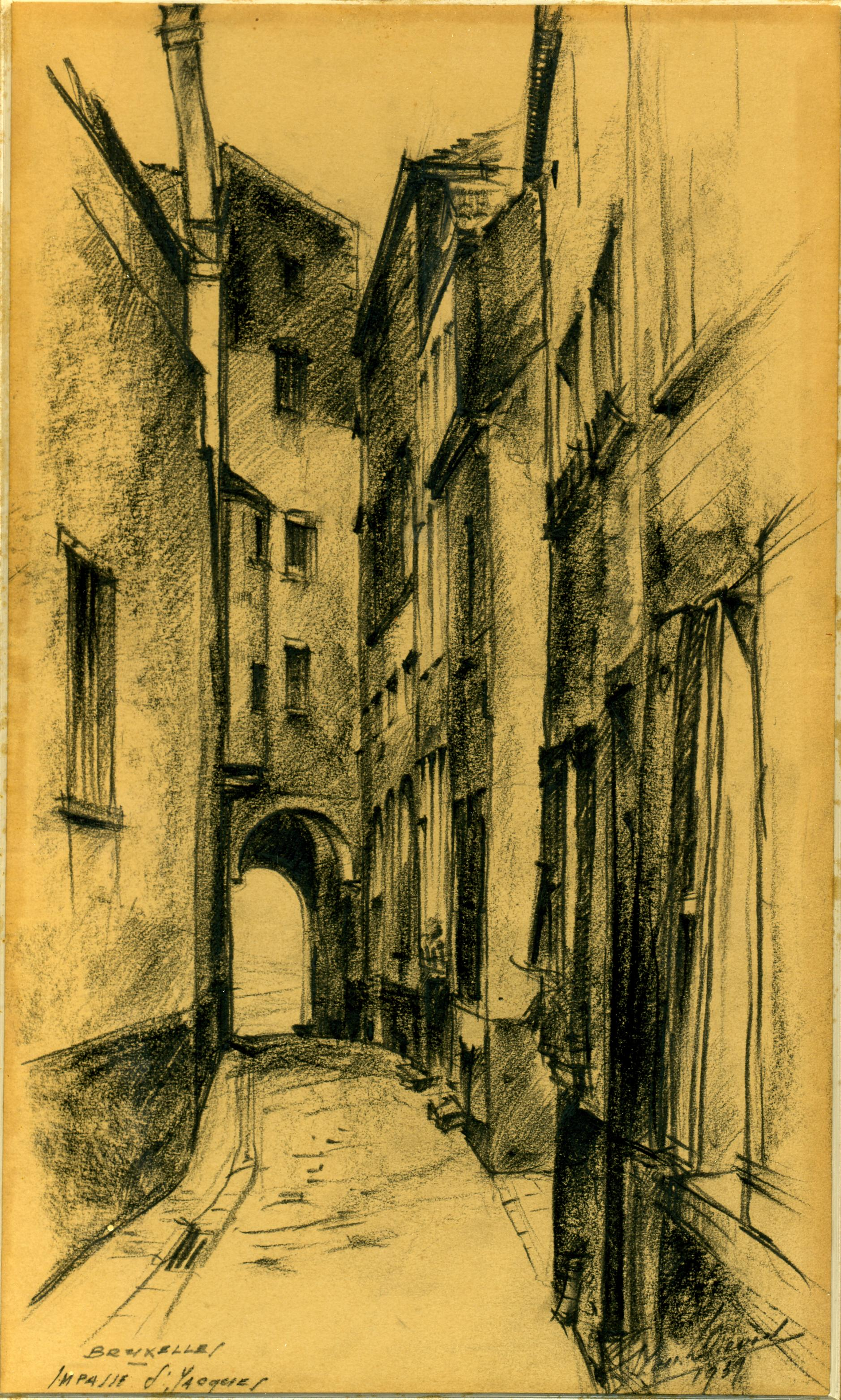
De Sint-Jakobsgang (Léon van Dievoet, 1939)

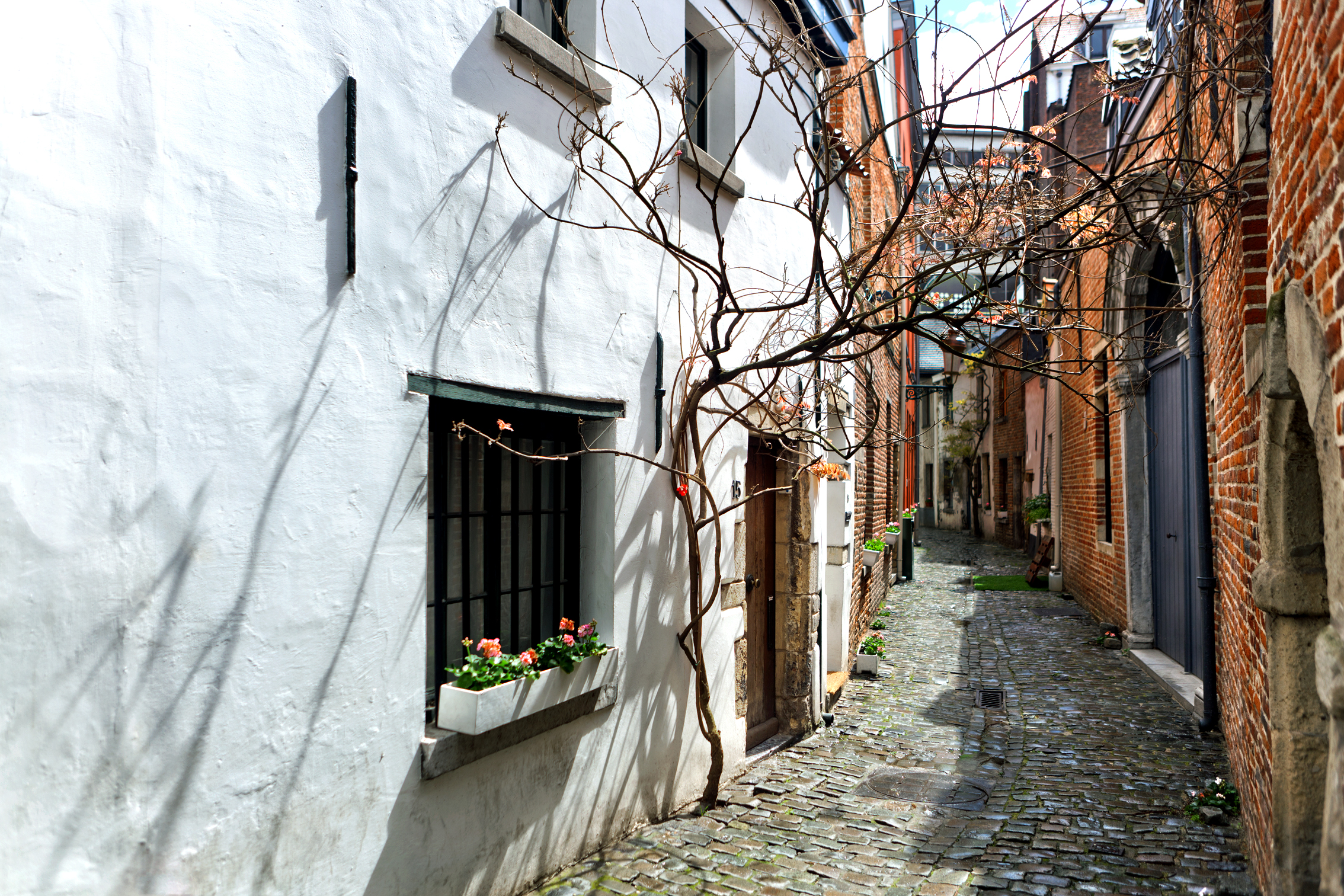
Ooievaarsstraatje

Dit is een lijst van gangen (Frans: impasses) in Brussel. Deze nauwe, doodlopende beluiken zijn typisch voor de stad en herbergden de arbeidersklasse. Op het hoogtepunt in de 19e eeuw waren er bijna 400 zulke gangen. Soms hebben ze een toegangshek of monden ze uit in een koer. In 1866 woonden er ongeveer 27.000 Brusselaars in zulke koertjes (ca. 20% van de stadsbevolking), in 1910 was dit al gedaald tot 10.600 (ca. 5%).

## Bestaande gangen
De meeste overgebleven gangen hebben een officiële straatnaam, maar niet altijd.
| Nederlands           | Brussels           | Frans                                           | Bijzonderheden                                                                                                |
| -------------------- | ------------------ | ----------------------------------------------- | --- |
| Bobijngang           |                    | Impasse de la Bobine                            | |
| Ossengang            | Kalverdaensganck   | Impasse des Bœufs                               | Tot 1851 was dit de gang van de kalverenweide, in het Frans frivool vertaald als Allée de la Danse des Veaux. |
| Borgendaalgang       |                    | Impasse du Borgendael                           | Lokaal en museum van het Groot Koninklijk Serment van Sint-Joris der Kruisboogschutters.                      |
| Bloemenmeisjesgang   |                    | Impasse de la Bouquetière                       | Een van de weinige nog bewoonde gangen.                                                                       |
| Geschenkengang       |                    | Impasse des Cadeaux                             | |
| Liedjesgang          |                    | Impasse des Chansons                            | |
| Paternostergang      |                    | Impasse du Chapelet                             | |
| Paardgang            | Keigelstrotje      | Impasse du Cheval                               | |
| Hanegang             |                    | Impasse du Coq                                  | |
| Kramersgang          |                    | Impasse des Merciers                            | |
| Kuipgang             |                    | Impasse de la Cuve                              | Vroeger Impasse du Poivre in het Frans                                                                        |
| Oudijzergang         |                    | Impasse de la Ferraille                         | |
| Getrouwheidsgang     | Zondebokstrotje    | Impasse de la Fidélité                          | Bevat een nis met Jeanneke Pis.                                                                               |
| Violiergang          |                    | Impasse de la Giroflée                          | |
| Aalbessengang        |                    | Impasse des Groseilles                          | |
| Oestersgang          | Mosselgat          | Impasse aux Huîtres                             | Voormalige losplaats voor mosselboten.                                                                        |
| Brillengang          |                    | Impasse des Lunettes                            | |
| Kleine brillengang   |                    | Petite impasse des Lunettes                     | |
| Madrillegang         | Madrille straetjen | Impasse Madrille                                | In de 17e eeuw gebouwd door de heer Madril(le).                                                               |
| Matrozengang         |                    | Impasse des Matelots                            | |
| Roostergang          |                    | Impasse du Gril                                 | |
| Ambachtengang        |                    | Impasse des Métiers                             | Vroeger Impassz de la Grille in het Frans                                                                     |
| Peterseliegang       |                    | Impasse du Persil                               | |
| Vachtgang            |                    | Impasse Poils                                   | |
| Poppegang            | Draeckenganck      | Impasse de la Poupée                            | Hier situeert een stadslegende de plaats waar Sint-Gorik de draak doodde. Later kwamen er speelgoedmakers.    |
| Voorzienigheidsgang  |                    | Impasse de la Providence                        | |
| Vierpondengang       |                    | Impasse des Quatre-Livres                       | |
| Omwentelingsgang     |                    | Impasse de la Révolution                        | |
| Ronsmansgang         |                    | Impasse Ronsmans                                | Naar de vroegere eigenaar.                                                                                    |
| Voermansgang         |                    | Impasse du Roulier                              | |
| Sint-Jakobsgang      |                    | Impasse Saint-Jacques, vroeger Allée du Potage  | |
| Sint-Niklaasgang     |                    | Impasse Saint-Nicolas                           | Leidt naar Au bon vieux temps.                                                                                |
| Sint-Petronillagang  |                    | Impasse Sainte-Pétronille of Porte des Roses    | Leidt naar het Koninklijk Poppentheater Toone.                                                                |
| Sint-Sebastiaansgang |                    | Impasse Saint-Sébastien                         | |
| Sint-Ursulagang      |                    | Impasse Sainte-Ursule                           | |
| Schuddeveldgang      |                    | Impasse Schuddeveld                             | Leidt naar het Koninklijk Poppentheater Toone.                                                                |
| Vliergang            |                    | Impasse du Sureau                               | |
| Ossekopgang          |                    | Impasse de la Tête de Bœuf                      | |
| Rozendal             |                    | Impasse du Val des Roses                        | |
| Van Hoetergang       |                    | Impasse Van Hoeter                              | |
| Warschaugang         |                    | Impasse de Varsovie, vroeger Allée des Polonais | |
| Glazenmakersgang     |                    | Impasse des Vitriers                            | |
| Slakkengang          | Caricollengang     | Impasse des Escargots                           | |

## Verdwenen gangen
(publ. Bruxelles à travers les âges (1884)
Enkele gangen die niet langer bestaan:
| Nederlands       | Brussels       | Frans                               | Bijzonderheden | Afbeelding |
| ---------------- | -------------- | ----------------------------------- | --- | ---------- |
| Deneubourggang   |                | Impasse Deneubourg                  | Verdwenen in 1960. |            |
| Hellegang        |                | Impasse d'Enfer                     | Gepubliceerd in "Bruxelles à travers les âges": Maison de la rue Cantersteen N°26 avec l'entrée des impasses de la pervenche et de l'enfer. Dessin original de E. Puttaert |            |
|                  |                |                                     | |            |
| Vertinnersgang   |                | Impasse de l'Étameur                | Setting voor de roman Vergeten straat van Louis Paul Boon (1946). |            |
| Parelmoergang    | Peerlemoergang | Impasse de la Perle d'Amour         | De Franse vertaling was fonetisch i.p.v. inhoudelijk. Verdwenen in 1957/1960. Quartier du Deuvelshoek, couloir nord de l'impasse de la Perle d'Amour door Jacques Carabain |            |
| Wekkergang       |                | Impasse du Réveil                   | Verdwenen in 1960. |            |
| Snoeimesjesgang  |                | Impasse de la Serpette              | |            |
| Schoenmakersgang |                | Impasse des Souliers                | Verdwenen rond 1950. |            |
| Schipgang        |                | Impasse du Navire                   | Verdwenen in 1970. |            |
| Karregang        |                |                                     | Uitbraakhaard van de choleraepidemie van 1866. |            |
| Regenbooggang    |                | Impasse de l'Arc-en-ciel            | Aquarel van Jacques Carabain uit reeks over Brussel: Koer van de Regenbooggang                                                                                             |            |
| Maagdenpalmgang  |                | Impasse de la Pervenche             | Aquarel van Jacques Carabain uit reeks over Brussel: Maagdenpalmgang en Hellegang in de Kandersteen [sic]                                                                  |            |
| Iepgang          |                |                                     | |            |
| Bummelgang       |                |                                     | |            |
| Landbouwersgang  |                |                                     | |            |
|                  |                | Impasse de la Pie                   | |            |
|                  |                | Impasse Saint-Victor                | |            |
|                  |                | Impasse Sainte-Véronique            | Verdwenen in 1948. |            |
|                  |                | Impasse des Ardoises                | Verdwenen in 1956. |            |
|                  |                | Impasse de la Barbe                 | Verdwenen in 1960. |            |
|                  |                | Impasse du Bélier                   | |            |
|                  |                | Impasse Bullinckx                   | |            |
|                  |                | Impasse du Carrossier               | |            |
|                  |                | Impasse du Coffy of des Éperonniers | Verdwenen in 1959 na de brand in cinema Agora. |            |
|                  |                | Impasse des Corporateurs            | |            |
|                  |                | Impasse du Coutelier                | |            |
|                  |                | Impasse de la Faucille              | |            |
|                  |                | Impasse du Fauconnier               | |            |
|                  |                | Impasse de l'Infirmerie             | |            |
|                  |                | Impasse du Laboureur                | |            |
|                  |                | Impasse de la Lampe                 | |            |
|                  |                | Impasse de la Maison Rouge          | |            |
|                  |                | Passage du Meunier                  | |            |
|                  |                | Impasse Meert                       | |            |
|                  |                | Impasse du Météore                  | |            |
|                  |                | Impasse du Papier                   | Verdwenen in 1969. |            |

## Nauwe stegen die geen gangen zijn
| Nederlands            | Frans                     | Opmerkingen                                                                          |
| --------------------- | ------------------------- | ------------------------------------------------------------------------------------ |
| Ezelstraat            | Rue du Baudet             |                                                                                      |
| Lollepotstraat        | Rue de la Chaufferette    |                                                                                      |
| Terarkenstraat        | Rue Terarken              | Blindgemaakte verbinding met de Isabellastraat.                                      |
| Villa Hermosastraat   | Rue Villa Hermosa         | Leidde vroeger naar de Terarkenstraat via een verdwenen Jodentrap.                   |
| Zeehondstraat         | Rue du Chien-Marin        | De Franse naam is een letterlijke (foutieve) vertaling van de Nederlandstalige naam. |
| Ooievaarstraat        | Rue de la Cigogne         |                                                                                      |
| Bloemenstraat         | Rue aux Fleurs            |                                                                                      |
| Hérisstraat           | Rue Héris                 | Vroeger "Walloeizepout"                                                              |
| Kinnebakstraat        | Rue de la Mâchoire        |                                                                                      |
| Rapenstraat           | Rue des Navets            |                                                                                      |
| Paradijsstraat        | Rue du Paradis            |                                                                                      |
| Naam Jezusstraat      | Rue du nom de Jésus       |                                                                                      |
| Land van Luikstraatje | Rue du Pays de Liège      |                                                                                      |
| Sint-Annastraat       | Rue Sainte-Anne           |                                                                                      |
| Eénmansstraatje       | Rue d'Une Personne        | Naar een stadslegende over een weddenschap van prins de Ligne.                       |
| Vander Elststraat     | Rue Vander Elst           |                                                                                      |
| Korte Violetstraat    | Petite rue de la Violette |                                                                                      |